# Аджимушкайские каменоломни
Аджимушкайские каменоломни — подземные каменоломни в черте города Керчь (названы по посёлку Аджи-Мушкай), где со второй половины мая до конца октября 1942 года часть войск Крымского фронта вела оборону против немецких войск. Длина раскопанных ходов центральных каменоломен более 8 км, многие километры ходов скрыты под завалами, которые образовались в результате попыток нацистов подорвать кровлю каменоломен. Общее число оборонявших каменоломни солдат, офицеров, гражданских (включая женщин и детей) около 13 тыс. человек.

## Описание

### Большие (Центральные) Аджимушкайские каменоломни
Находятся в юго-западной части поселка Аджи-Мушкай. Шахтное поле в плане вытянуто с северо-запада на юго-восток полосой длиной около 800 м и шириной от 100 до 300 м (с учётом обрушенных участков). В южной части каменоломни раскопан и отгорожен небольшой участок который занимает экспозиция «Музея истории обороны Аджимушкайских каменоломен». Толщина слоёв над выработками составляет 9-10 м, ширина 4-7 м, высота 1,6-2,7 м (местами до 4 м). Основная часть каменоломни не имеет правильного плана. Небольшой участок с южной стороны, так называемые «Греческие каменоломни», имеет плановую структуру. Каменоломни в основном одноярусные, на небольших участках добыча камня велась и выше основного пласта, образовав ложные ярусы, не имеющие сообщения с основной системой. Входы располагаются вдоль восточной и южной границ шахтного поля и на период разработки их число насчитывало более 30, из них 6 являлись въездными. В настоящее время насчитывается несколько десятков входов, в основном в провальных воронках. Общая длина ходов Центральных каменоломен около 8800 м.

### Малые Аджимушкайские (Еврейские) каменоломни
Находятся в 300 м к востоку и северо-востоку от Центральных. Шахтное поле в плане вытянуто с севера на юг полосой длиной 630 м и шириной от 100 до 230 м. Сейчас представляет нескольких изолированных участков. Разработка велась в три яруса. Верхний ярус, так называемые «Печечные каменоломни» проходит на 5-6 м выше основного, среднего яруса. Верхний и нижний ярусы имели небольшие размеры и изолированы от основного. Основная часть среднего яруса результат бессистемной разработки. Высота ходов 4-6 м и даже 8 м, ширина — 4-5 м, а в некоторых местах до 10 м. Отдельные выработки часто соединяются друг с другом на разных уровнях. В настоящее время доступно несколько десятков входов. Большинство из них это провальные воронки и лишь несколько сохранились с периода разработки и являются въездными. Протяженность единого участка среднего яруса составляет 10920 м, общая длина ходов Малых каменоломен около 12300 м.

### Быковские каменоломни
Находятся к северо-западу от Малых каменоломен, в настоящее время практически полностью под территорией поселка Аджи-Мушкай. Шахтное поле в плане овал, вытянуто с северо-востока на юго-запад, длиной около 480 м и шириной около 300 м. Разработка велась в 2 яруса, подъём камня проводился через шахтные стволы. Каменоломня имеет нескольких участков, разного времени разработки. Самый крупный участок начал разрабатываться в 1890—1891 годах через шахтный ствол, который в настоящее время засыпан. Второй участок также разрабатывался через засыпанный в настоящее время шахтный ствол. Он имеет менее правильную конфигурацию. Разработки велись в 1903—1914 годах. Третий засыпанный шахтный ствол находится в южной части шахтного поля. Он был центром небольшой выработки, современный размер которой 50×50 м, разработка которой велась в период 1913—1914 годов. Местные жители называют выработку «Георгиевские каменоломни». В 1920-е —1940-е годах добыча на третьем и втором участках продолжалась. В северо-западном направлении выработка прерывается полосой провалов с поверхности, которые в настоящее время засыпаны. Протяженность ходов составляет 10540 м.

### Дедушевы каменоломни
Находятся в 200—250 м к северо-востоку от Малых. Шахтное поле сильно вытянуто с северо-запада на юго-восток и длиной около 500 м, шириной от 50 до 110 м. Разработку относят к концу XIX века. В настоящее время в основную часть системы ведёт один вход, расположенный посредине шахтного поля. Остальные входы засыпаны, на севере и на юге есть ход в небольшие, изолированные участки: Тубольцева, Мариичкина, Теретунская и Келичкина скалы. Входы именовались по фамилиям мастеров. В тупиках также с севера на юг, оставлены граффити фамилий XIX века. Каменоломня значительных размеров, часть, доступная для съёмок, составляет 1500 м.

### Вергопольские каменоломни
Находятся к северу от Дедушевых. Имелся вход-въезд, который находился на пересечении ул. Коммунаров и Пожарского и был засыпан в 2004 году, а также два шурфа под застройкой жилого массива. Добыча велась с 1895 года керченским жителем Ф. П. Вергопуло. Выработка в один ярус, длина ходов составляет 11400 м.

## История

### Использование каменоломен красными партизанами в годы Гражданской войны
Хотя в памяти народа оборона Аджимушкайских каменоломен ассоциируется прежде всего с событиями Великой Отечественной войны, но впервые они стали полем боя ещё во время гражданской войны в России. Так, ещё с конца 1918 года в них стал действовать красный партизанский отряд «Красные кроты» (до 550 человек), в 1919 году возникли также другие отряды под руководством Керченского подпольного горкома большевиков, общая численность отрядов составила свыше 1 000 бойцов. В январе-мае 1919 года партизаны провели свыше 70 боевых операций, включая и такие дерзкие, как налёт на железнодорожную станцию Керчь и на Керченский металлургический завод. 23 мая 1919 года отряды партизан попытались захватить Керчь, но в тяжелом бою при поддержке артиллерийского огня кораблей Антанты белым войскам удалось оттеснить их обратно в каменоломни с большими потерями.

### Партизанские отряды Крымского штаба партизанского движения
Первый период (6 ноября — 31 декабря 1941 года) — на Керченском полуострове действовали три отряда под общим командованием И. И. Пахомова, отряд им. В. И. Ленина (командир М. Н. Майоров, комиссар С. И. Черкез) — в Аджимушкайских каменоломнях, отряд им. И. В. Сталина (командир А. Ф. Зябрев, погиб 12 ноября 1941, С. М. Лазарев, комиссар И. З. Котло), отряд Маяк-Салынского района (командир И. Г. Шульга, комиссар Д. К. Ткаченко) в Караларских каменоломнях. О них написал очерк в марте 1942 года в «Красной звезде» К. М. Симонов.

### Оборона остатков войск Крымского фронта
Второй период приходится на весну — осень 1942 года. В ходе операции «Охота на дроф» в мае 1942 года войска нацистской Германии и Румынии перешли в наступление на Керченском полуострове и 16 мая овладели Керчью. Войска Крымского фронта, оборонявшие город, вынуждены были эвакуироваться на Таманский полуостров. Часть войск (остатки 83-й бригады морской пехоты, 95-го погранотряда, Ярославского авиационного училища, Воронежской школы радиоспециалистов и других частей — всего свыше 10 тысяч человек), прикрывавшая отход и переправу главных сил, оказалась отрезанной и заняла оборону в Аджимушкайских каменоломнях. Там же укрылась часть местного населения.
В Центральных каменоломнях оборону возглавили полковник П. М. Ягунов, старший батальонный комиссар И. П. Парахин и подполковник Г. М. Бурмин, в Малых (Еврейских) каменоломнях — подполковник А. С. Ермаков, старший лейтенант М. Г. Поважный, батальонный комиссар М. Н. Карпекин. Гитлеровцы окружили каменоломни рядами проволочных заграждений, взрывали и заваливали входы, нагнетали в подземные штольни дым, устраивали обвалы. Предположения о применении немецкими войсками против скрывавшихся в каменоломнях химического оружия до сих пор не подтвердились, обвинений в таком применении советская сторона не выдвигала на официальном уровне никогда. С первых дней основной потребностью оборонявшихся была вода. Сначала солдаты постоянно совершали вылазки на поверхность (используя более тысячи выходов из каменоломен), чтоб набрать воду из колодцев, несмотря на то, что колодцы находились под охраной немцев и каждая вылазка заканчивалась большими потерями. Затем немецкое командование приняло решение забросать колодцы трупами советских солдат и остатками разбитой военной техники. Тогда обороняющиеся создали специальные отряды по сбору воды со стен пещеры, солдаты высасывали воду из известняка через обрезки немецкого телефонного кабеля и сливали её во фляжки. Таким образом один человек собирал за два часа до 800 мл воды. Также в пещере был вырыт колодец глубиной более 16 м.
Несмотря на острую нехватку воды, продовольствия, медикаментов, боеприпасов, осаждённые совершали вылазки.
Предположительно, последний бой аджимушкайцев произошел 30 октября 1942 года, в результате которого каменоломни были полностью захвачены гитлеровцами. Немногие выжившие в бою попали в немецкий плен, пережить его смогли единицы. Бурмин Г.М и батальонный комиссар Парахин И.П. были замучены в концлагере
В боях, а также от ран, обвалов, удушья и голода погибли тысячи советских бойцов и мирных людей. Несмотря на то, что героическая оборона Аджимушкайских каменоломен не принесла советской стороне непосредственной победы, она, как и другие оборонительные операции начального периода войны, позволила связать значительные силы Вермахта, распылить их по территории СССР, и сдержать наступательный порыв германской армии.
Осенью 1943 года немецко-румынскими оккупантами в Аджимушкайских каменоломнях совершено новое преступление: расстреляно свыше 14 000 мирных жителей Крыма и вывезенных с Таманского полуострова.
В ноябре 1943 года район Аджимушкайских каменоломен был освобождён частями 56-й армии в ходе Керченско-Эльтигенской десантной операции.

### Лжеотряд «Красный Сталинград»
В 1943 году органы СД, завербовав в Керчи бывшего бойца Крымского фронта Моисеева, решили провести оперативную игру для выявления советских партизан в каменоломнях. Из докладной записки НКГБ Крыма наркому Госбезопасности СССР Меркулову о состоянии работы по розыску немецкой агентуры и других государственных преступников: «В августе 1943 года по заданию СД Моисеев создал в Аджимушкайских каменоломнях лжепартизанский отряд под названием „Красный Сталинград“ с задачей провоцирования настоящих партизан, действующих в этом же районе, для их ликвидации».
В октябре того же года Моисеев и его люди расстреляли двух партизан-связных, прибывших к ним из соседнего отряда для объединения усилий. В ноябре 1943 года при освобождении Керчи моисеевцы вышли из каменоломен к советским войскам. Членов отряда отправили в фильтрационный лагерь станицы Ахтанизовской Краснодарского края. В лагере Моисеев ещё раз проинструктировал своих людей держаться одной линии — мы партизаны, сражавшиеся за Родину в тылу врага. Самому командиру удалось успешно пройти фильтрационную проверку и из лагеря он направился в распоряжение Северо-Кавказского военного округа в Ростове. Там он даже получил отсрочку от мобилизации на три месяца и возможность поехать в родное село. В это время следователи проверяли множество материалов, изучали материалы допросов, показания свидетелей, работали с людьми и документами. В том же 1944 году Моисеев был изобличен и приговорен к расстрелу Военным трибуналом войск НКВД Крыма. Были арестованы 11 агентов СД, завербованных командиром лжепартизанского отряда.

Средства ориентирования и освещения
«Водокапы»
Операционный стол
Подземный колодец
Найденные предметы
Обломки радиостанции
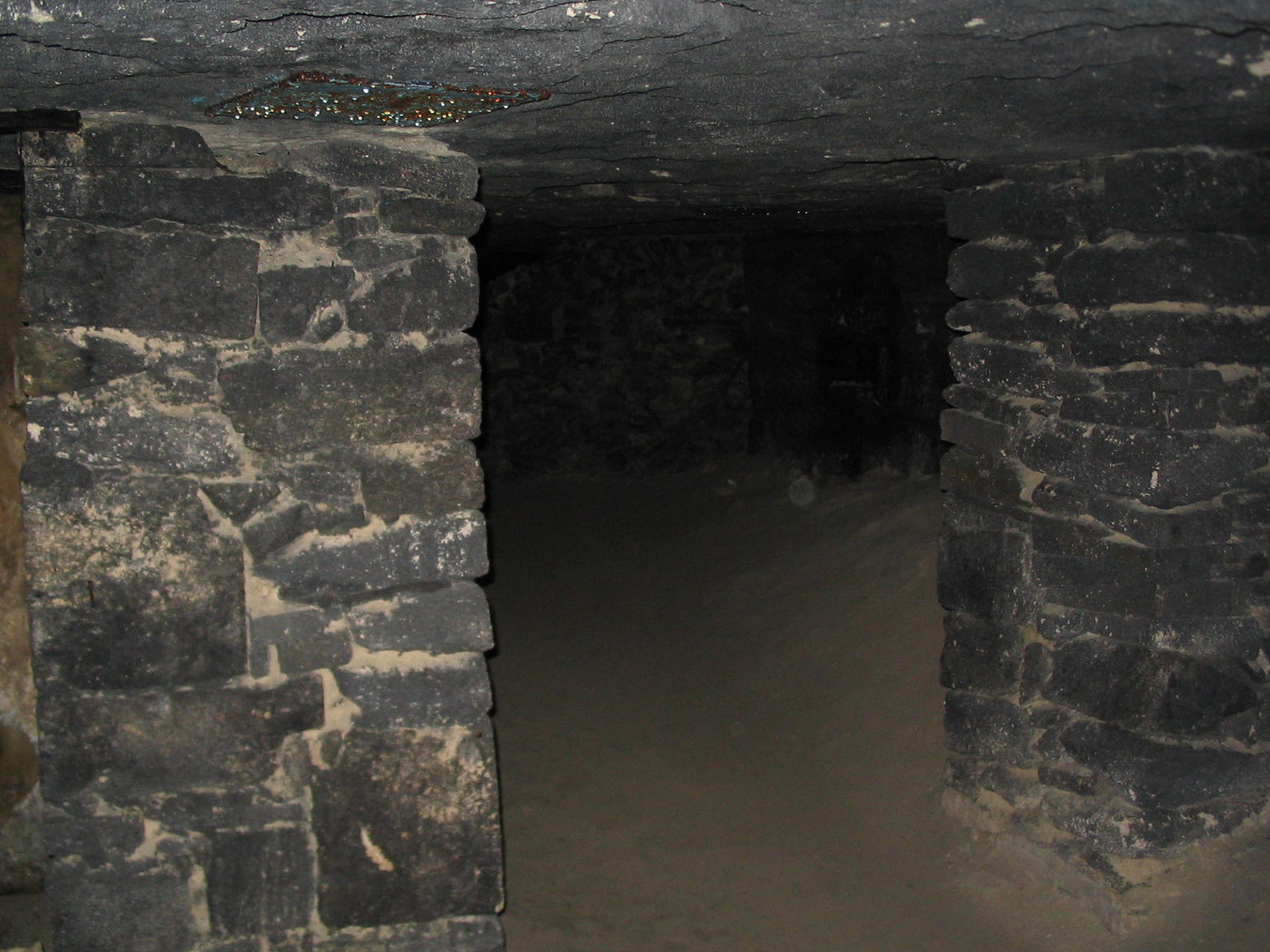
Один из коридоров

## Исследования
Один из первых, кто начал поиск в катакомбах — керченский журналист Владимир Биршерт (журнал «Огонёк», 1961, № 35, № 48). Свой вклад внёс военный историк Всеволод Валентинович Абрамов.
В 1960-е годах в катакомбах стали вести поиски ученики керченской школы № 17 имени Веры Белик, которым через несколько лет удалось сделать ряд серьёзных находок. Был создан школьный музей.
Оказалось, что выжил в плену и проживает в Керчи М. Г. Поважный, нашлись и другие выжившие участники обороны.
В январе 1966 года был создан Аджимушкайский филиал Керченского историко-архивного музея. Всю поисковую работу в катакомбах возглавил заведующий филиалом музея Сергей Михайлович Щербак, один из организаторов военно-исторической конференции, посвящённой 25-летию обороны Аджимушкая.
В 1972 году в катакомбах начинает работать первая комплексная экспедиция (крымские спелеологи, сапёры и связисты, группа отряда «Поиск» из Одессы и энтузиасты из Керчи). Цель экспедиции — найти штабные документы воинских подразделений, документы парторганизации подземного гарнизона. Экспедиция была «спелеологической, высшей категории трудности, работа в условиях грунта 4-5-й категории (многочисленные обвалы, осыпи), с взрывоопасными предметами в условиях шахтного освещения…». Находили даже 152- и 122-мм снаряды, мины, гранаты и сотни неразорвавшихся 45-мм снарядов. Результаты первой экспедиции были скромными.
Летом 1973 года работала самая многочисленная экспедиция, включая военного историка В. В. Абрамова. Большую работу провели ветераны обороны С. С. Шайдуров из Орджоникидзе и бакинец Ф. Ф. Казначеев. С их помощью была точно определена центральная штольня Больших каменоломен — основной ориентир всех участков обороны. Казначеев указал, где находилась главная рация. Всего у этой экспедиции — около 150 найденных предметов. Но одними из самых существенных находок 2-го сезона были 2 полусгоревшие газодымовые шашки и развалившийся на осколки тонкостенный корпус дымовой или химической гранаты. Анализ вещества шашек был затруднён (прошло 30 лет). Участники экспедиции предположили, что гитлеровцы применяли удушающие отравляющие вещества, пуская их вместе с дымом, для чего и были изготовлены такие газодымовые шашки, однако объективных доказательств обнаружить не удалось. Стандартные дымовые шашки при применении их против противника, находящегося под землей, при определённых обстоятельствах могут быть эффективны.
В 1974 году в Аджимушкай приехал первый отряд уральцев — студентов Свердловского горного института, руководителем которых был кандидат исторических наук М. П. Вахрушев.
Начиная с 1975 года работал сводный отряд из городов Челябинской области (Миасс, Златоуст, Чебаркуль), также отряд из Липецка.
Энтузиасты из миасского отряда (1975—1976 годы) нашли две штольни (тупик, отрезанный глухим завалом) и штаб 1-го батальона. Основное внимание во время поиска было уделено району подземного колодца. Именно он был последним местом базирования воинов гарнизона. Они не могли находиться далеко от источника воды. Вели поиск и в районе дислоцирования 3-го батальона в западной части каменоломен.
В 1982 году в каменоломнях был обнаружен очередной сюрприз: оказалось, что подземный колодец был заминирован (советскими гранатами).
Студенческий отряд Ростовского университета включился в работу с 1983 года. Во главе его — студент, будущий журналист В. К. Щербанов.
В 1987 году поисковики откопали в каменоломнях сейф с документами. Тогда удалось выяснить ещё 120 фамилий бойцов подземного гарнизона. На сегодняшний день официальным историкам известно 323 имени. Поисковики называют другую цифру — 1200.
Всего до 1987 года было проведено 13 экспедиций. С 1989 года исследованиями в Аджимушкайских каменоломнях руководил В. В. Симонов.

## Последующие события
После окончания боевых действий началось разминирование каменоломен (которые продолжались несколько десятилетий). Работы по разминированию возглавил генерал-майор О. Б. Рогожкин, из сапёров наиболее отличились майоры Н. Надточия и М. Яковлев, старший лейтенант А. Кушнир, младший сержант В. Аверин, а также рядовые Р. Сахретдинов и Л. Чанков.
В 1966 году создан подземный музей обороны Аджимушкайских каменоломен, в 1982 году открыт мемориал героям Аджимушкайских каменоломен. 15 мая 1983 года в подземном музее побывал двухмиллионный посетитель.
Подвиг подземного гарнизона не был оценен в Министерстве обороны СССР. Несмотря на письма общественности, ни один из его участников не получил звание Героя Советского Союза, даже его самые яркие участники — командир гарнизона П. М. Ягунов, комиссар гарнизона И. П. Парахин, Г. М. Бурмин. Также, подземной крепости Аджимушкайских каменоломен не было присвоено звание «Крепость-герой» — высшей степени отличия, как это случилось с Брестской крепостью.

## Память

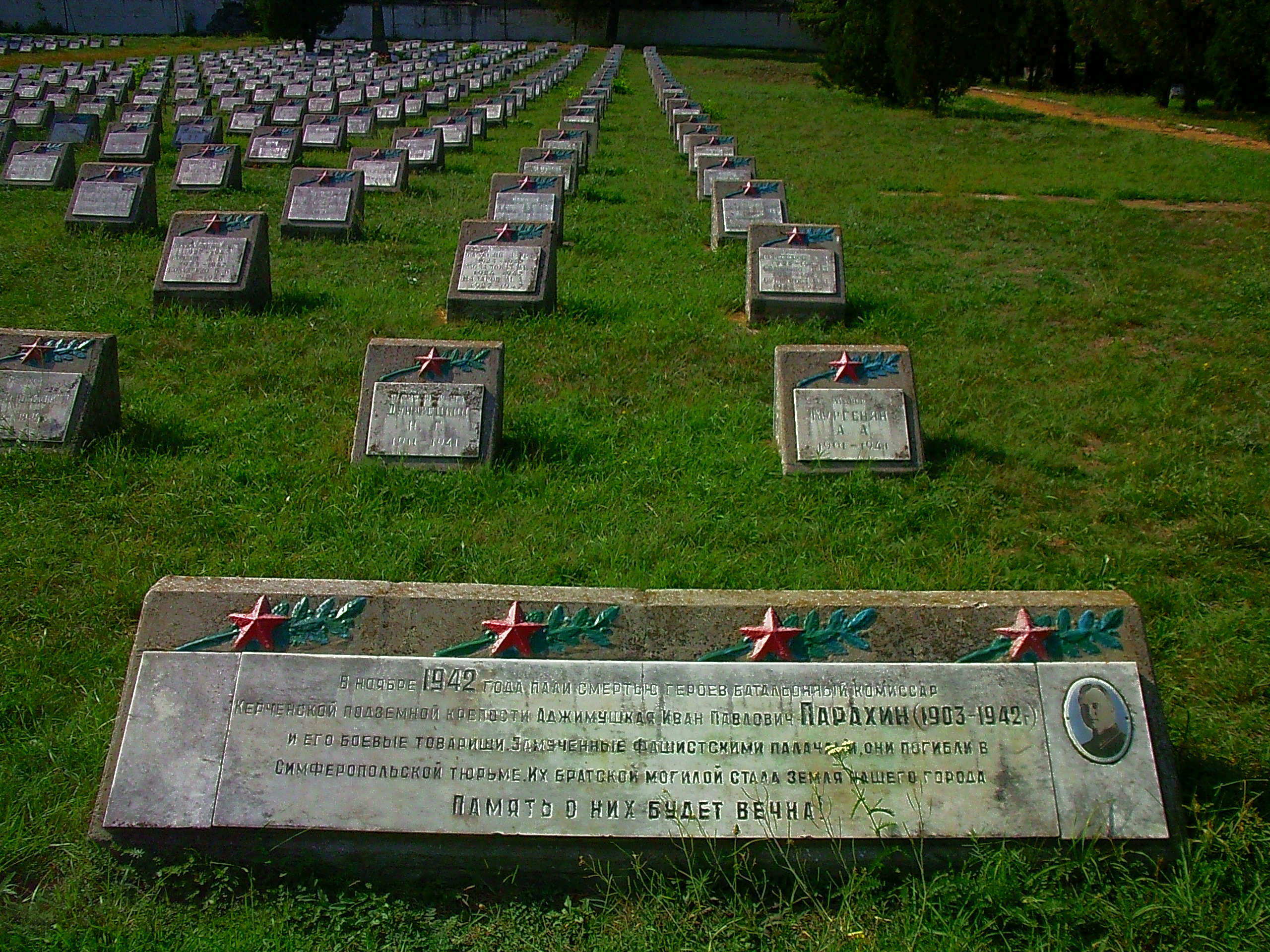
Могила командира И. П. Парахина в Симферополе

20 февраля 1976 года в честь героических воинов Советской Армии и крымских партизан, сражавшихся в годы Великой Отечественной войны в аджимушкайских каменоломнях астероиду, открытому 9 мая 1972 года Т. М. Смирновой в Научном, присвоено название 1903 Adzhimushkaj.
В Симферополе недалеко от железнодорожного вокзала существует улица Героев Аджимушкая.

### Публикации
Первые научные публикации появились в «Военно-историческом журнале» (1962, № 7, № 8). О работе экспедиций 1972—1974 годов регулярно публиковал статьи журнал «Вокруг света», также в № 12 за 1988 год была опубликована статья «Штаб второго батальона» об экспедиции журнала, в ходе которой были найдены некоторые документы гарнизона. Было сделано также два репортажа В. И. Молчанова в «Правде» 15 апреля 1973 года и 20 февраля 1974 года.
- 1970 — «Солдаты подземелья» Николая Арсеньевича Ефремова. Воспоминания непосредственного участника обороны.
- 1975 — «В катакомбах Аджимушкая» составителя Б. Сермана от издательства «Таврия». Документы, воспоминания, статьи.
- 1987 — «Доблесть бессмертна» Г. Н. Князева и И. С. Проценко от издательства «Политиздат». На тот момент было известно в той или иной мере только о 323 воинах подземного гарнизона.
- Джанджгава, Варлам Сосрамович. Трагедия Аджимушкая: Докум. очерк о Великой Отеч. войне / Варлам Джанджгава. — Тбилиси: Накадули, 1988.

### В художественной литературе
Одними из первых об Аджимушкае написали поэт Илья Сельвинский и писатель Сергей Смирнов.
- 1948 — роман «Честь смолоду» А. А. Первенцева.
- 1949 — повесть «Улица младшего сына» Л. А. Кассиля.
- 1964 — «Подземная крепость» С. С. Смирнова (из сборника «Рассказы о неизвестных героях»).
- 1974 — «Крепость солдатских сердец» Андрея Иоанникиевича Пирогова.
- 1981 — «Высота Аджимушкая» И. И. Мирошникова (из сборника «Огнекрылое племя» (стихи)).
- 1984 — повесть «Двое из двадцати миллионов» А. Я. Каплера экранизирована в 1986 году под названием «Сошедшие с небес».
- 2015 — рассказ «Свет во Тьме (посвящается памяти забытых героев Аджимушкая)» О. К. Шевченко[19].
- Камбулов Николай Иванович: повести «Подземный гарнизон» (первое издание называлось «Свет в катакомбах»), «Тринадцать осколков», «Аджимушкайская тетрадь», роман «Разводящий ещё не пришёл».

### В кино
- 1986 — «Сошедшие с небес» (СССР) режиссёра Н. В. Трощенко. Экранизация романа А. Я. Каплера «Двое из двадцати миллионов» (1984).

- В 2025 году в российский прокат вышел фильм «Отряд светлячков». По сюжету в мае 1942 года несколько отрядов войск Крымского фронта вместе с жителями города укрылись от бомбежек в Аджимушкайских каменоломнях. Мальчик, попавший с помощью нейросетевых технологий в прошлое, оказывается перед выбором: найти утерянные артефакты или помочь защитникам каменоломен. И он принимает решение разделить все тяготы этой жизни и, главное, подарить надежду этим людям.[20]
- В 2015 году начинающий кинодраматург Роман Тензин опубликовал в Интернете сценарий полнометражного художественного кинофильма «Аджимушкай. Подземный гарнизон»[21][значимость факта?]. До настоящего времени сценарий не экранизирован.

### Видео
- Официальный канал «Архив подземного гарнизона». Из цикла программы «Искатели». — Первый канал, 2006 на RuTube  (недоступная ссылка с 17-03-2015 [3808 дней])